# امانوئل پانزری
امانوئل پانزری (انگلیسی: Emanuele Panzeri؛ زادهٔ ۳۱ مارس ۱۹۹۳) بازیکن فوتبال اهل ایتالیا است.
از باشگاه‌هایی که در آن بازی کرده‌است می‌توان به باشگاه فوتبال نووارا و باشگاه فوتبال ونتزیا اشاره کرد.